# Pocillum
Pocillum is een geslacht van schimmels behorend tot de familie Vibrisseaceae. De typesoort is Pocillum cesatii, maar deze is later overgezet naar het geslacht Vibrissea als Vibrissea cesatii.

## Soorten
Volgens Index Fungorum telt het geslacht vier soorten (peildatum februari 2022):
| Soortnaam            | Auteur(s)                   | Publicatiejaar |
| -------------------- | --------------------------- | -------------- |
| Pocillum americanum  | Cooke                       | 1878           |
| Pocillum concinnum   | (Syd.) Petr.                | 1951           |
| Pocillum hypophyllum | (Berk. & M.A. Curtis) Sacc. | 1889           |
| Pocillum needhamii   | Massee & Crossl.            | 1895           |